# Hogna landanae
Hogna landanae este o specie de păianjeni din genul Hogna, familia Lycosidae. A fost descrisă pentru prima dată de Simon, 1877. Conform Catalogue of Life specia Hogna landanae nu are subspecii cunoscute.